# Rudolf z Colloreda
Rudolf Hieronymus Eusebius z Colloredo-Waldsee (německy Rudolf von Colloredo-Waldsee, 2. listopadu 1585 České Budějovice – 24. února 1657 Praha) byl generál a polní maršál císařské armády ze šlechtického rodu Colloredů z Waldsee. Díky němu a jeho bratrovi zakotvil rod Colloredů, později Colloredo Mansfeldů majetkově v Čechách.

## Orodu Colloredů

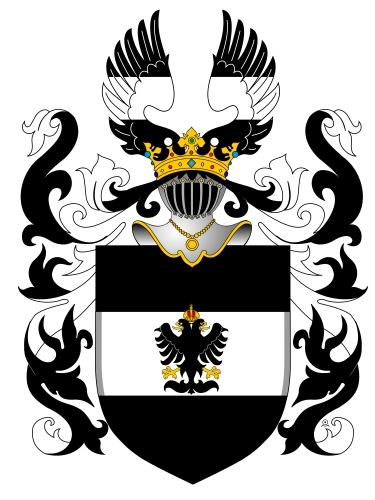
Erb rodu Colloredů

Colloredové byli starý šlechtický rod se složitým rozrodem. V 11. století působili ve službách římskoněmeckých císařů, postupně se rozrodili do mnoha větví, jež byly usazeny především na území dnešní severní Itálie v okolí hradu Mels ve Furlansku. První členové rodu, kteří se dostali do užšího kontaktu s českými zeměmi, žili na přelomu 16. a 17. století. Nejvýznamnější z nich byl Ludvík z Colloredo-Waldsee, jenž působil ve službách císaře Rudolfa II. a který získal právo nosit přídomek z Wallsee (1588) po jedné vymřelé větvi rodu. Podpůrným argumentem bylo i to, že Ludvík a jeho bratr Lelius říšské léno Wallsee skutečně vlastnili. Tento šlechtic dosáhl též polepšení rodového erbu, když byl na stříbrné břevno v černém štítě umístěn dvouhlavý říšský orel.

## Příchod Colloredů do Čech
Teprve jeho synové Jeroným (1582–1638) a Rudolf (1585–1657) byli v roce 1624 povýšeni do říšského hraběcího stavu a majetkově se usadili v Čechách. Dopomohla jim k tomu podobně jako řadě ostatních překotná válečná doba, loajalita prokázaná panovnickému rodu Habsburků, zejména v době pádu Albrechta z Valdštejna a také úspěšná vojenská kariéra. Podobným způsobem v Čechách zakotvily také další rody (Desfoursové, Gallasové, Lamboyové, Lesliové, Morzinové nebo Piccolominiové). Oba bratři Colloredové dostali v roce 1635 do zástavy rozsáhlé východočeské konfiskované panství Opočno s přivtělenými statky Doubravicí a Frymburkem. O rok později jim tento majetek připadl do dědičného držení, vázly na něm ovšem některé staré a poměrně vysoké dluhy. Přesto se toto majetkové zázemí stalo odrazovým můstkem k zakotvení rodu v habsburské monarchii.

## Rudolfův život

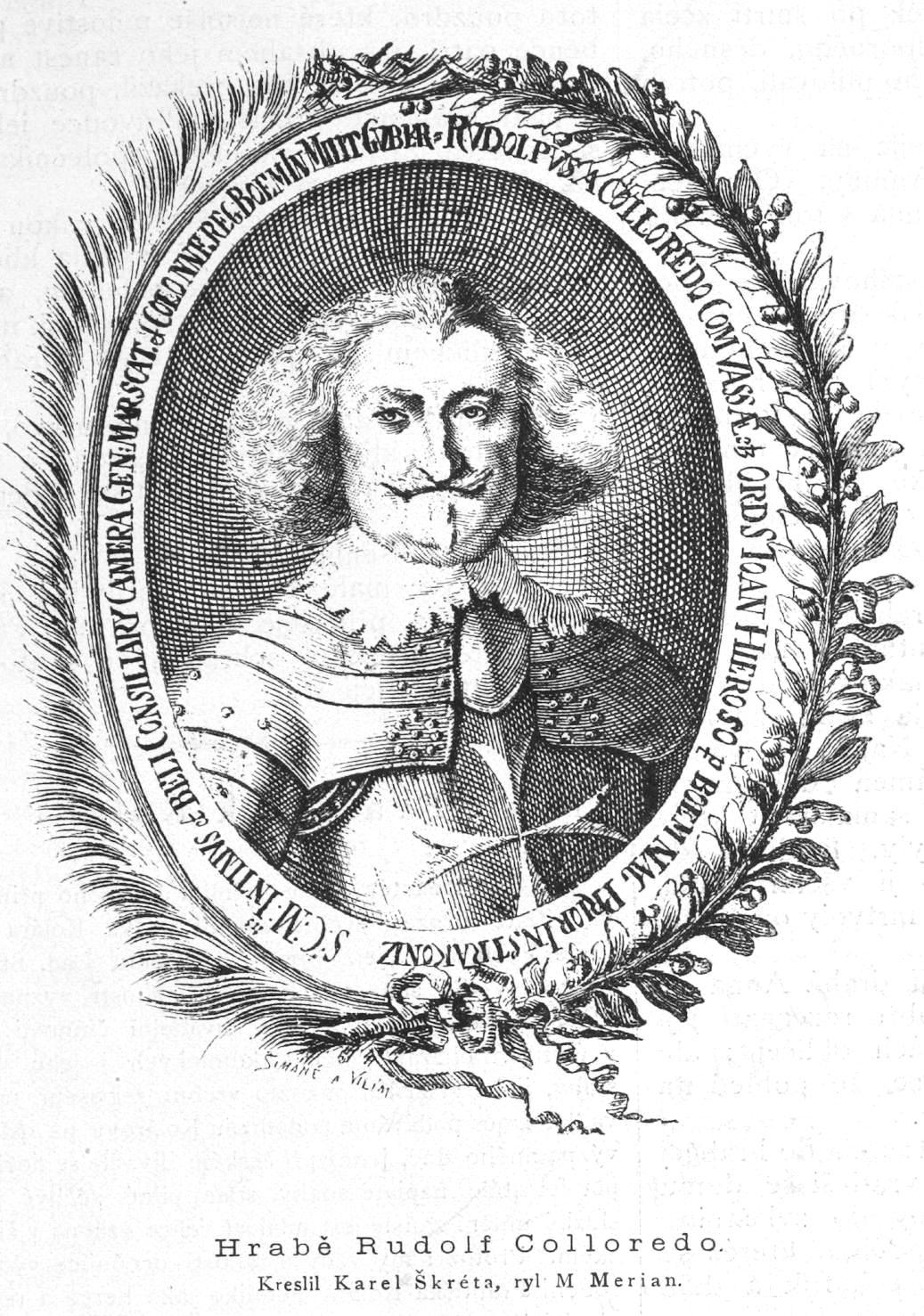
Rudolf z Colloredo

Významnějším z obou bratrů byl Rudolf, který se stal velkopřevorem řádu maltézských rytířů. Výrazně se prosadil ve 30. a 40. letech 17. století v císařské armádě, kde postoupil až do hodnosti generála – polního maršála. V roce 1647 se stal tajným radou a vojenským velitelem Prahy. Za švédského vpádu do Čech a do Prahy v roce 1648 se mu podařilo uprchnout z Malé Strany a s pomocí pražských měšťanů a studentů ubránit Staré Město pražské před vpádem švédských vojsk Hanse Christoffa Königsmarcka.
Na Malé Straně získal celkem pět měšťanských domů se zahradami. Následně zvolil velmi reprezentativní sídelní strategii, která zviditelnila jeho postavení a demonstrovala jeho ambice. Celý komplex totiž nechal v letech 1643–1656 přestavět a vytvořil tak výstavný raně barokní palác s terasovou zahradou, pozdější Schönbornský palác, kde se dnes nachází sídlo velvyslanectví Spojených států amerických v Praze.
Rudolf přežil svého staršího bratra a získal postupně další české statky. Jednalo se o Dolní Počernice, Smidary a některé další. V roce 1654 patřil mezi patnáctku nejbohatších pozemkových vlastníků v Čechách, protože disponoval i příjmy z panství maltézských rytířů ve Strakonicích a Varvažově v Prácheňsku. Ačkoliv sám neměl potomky, vymohl si od papeže Urbana VIII., představených řádu maltézských rytířů a od císaře Ferdinanda III. právo svobodně nakládat se svým majetkem.
Před svou smrtí 24. srpna 1654 vytvořil závětí fideikomis sestávající z panství Opočna s přivtělenými statky, Dolních Počernic a domů na Malé Straně se zahradami a vinicí pod Strahovským klášterem. Ostatní pozemkový majetek zůstal ve formě alodu. Tímto způsobem zajistil svým následníkům poměrně rozsáhlý majetek, jenž jim zaručoval v každé generaci znovu a znovu výhodný start jejich kariéry. Fideikomis po něm zdědil jeho synovec Ludvík z Colloredo-Waldsee.